# Small Time Crooks
Small Time Crooks is een Amerikaanse komische film uit 2000, geregisseerd door Woody Allen, die zelf ook de hoofdrol speelt en het verhaal heeft geschreven.
De film gaat over kruimeldief Ray (Woody Allen) die een grote slag wil slaan door een bank te beroven. Samen met een stel vrienden bedenkt hij een plan. De roof vindt plaats door een tunnel te graven vanuit een naastgelegen winkelpand. In het winkelpand wil hij beginnen met een pizzawinkel. Maar omdat zijn vrouw geen pizza's kan bakken, gaan ze koekjes verkopen. Het graven van de tunnel verloopt moeizaam en gaat met tegenslagen. Dit in tegenstelling tot de koekjeswinkel die ze als dekmantel gebruiken, die een enorm succes is en uitgroeit tot een koekjesimperium.

## Rolverdeling
| Acteur           | Personage                     |
| ---------------- | ----------------------------- |
| Woody Allen      | Ray Winkler                   |
| Tracey Ullman    | Frances "Frenchy" Fox-Winkler |
| Elaine May       | May Sloane                    |
| Elaine Stritch   | Chi-Chi Velasquez Potter      |
| Hugh Grant       | David Perrette                |
| Michael Rapaport | Denny Doyle                   |
| Tony Darrow      | Tommy Walker                  |
| Jon Lovitz       | Benjamin "Benny" Bukowski     |
| Brian Markinson  | Officer Ken DeLoach           |
| George Grizzard  | George Blint                  |
| Kristine Nielsen | Emily Bailey                  |
| Larry Pine       | Charles Bailey                |

## Prijzennominaties
Small Time Crooks is in 2001 viermaal genomineerd voor een prijs.
| Jaar | Categorie                                                  | Award                 | Voor          | Gewonnen of genomineerd |
| ---- | ---------------------------------------------------------- | --------------------- | ------------- | ----------------------- |
| 2001 | Meest komische actrice                                     | American Comedy Award | Tracey Ullman | Genomineerd             |
| 2001 | Best geacteerd in een Motion Picturefilm - Komedie/Musical | Golden Globe          | Tracey Ullman | Genomineerd             |
| 2001 | Beste bijrol                                               | NSFC Award            | Elaine May    | Gewonnen                |
| 2001 | Beste bijrol                                               | OFCD Award            | Elaine May    | Genomineerd             |

## Tagline
De tagline van de film is:
They took a bite out of crime
Vrij vertaald is dat: Ze hebben een hap uit de misdaad genomen.
De hap slaat op de koekjeswinkel die zo goed aanslaat, en die ze gebruiken bij hun misdaad.